# Веньер, Маффио
Маффио Веньер или Маффео Веньер (итал. Maffio Venier, 6.06.1550 г., Венеция — 1586 г., Рим) — венецианский поэт, католический прелат, архиепископ Корфу с 11 мая 1583 года по 1586 год.

## Биография
Маффио Веньер родился 6 июня 1550 года в Венеции в известном венецианском роде Веньер. Был сыном и племянником венецианских дожей Лоренцо Веньера и Доменико Веньера.
11 мая 1583 года Римский папа Григорий XIII назначил Маффио Веньера архиепископом Корфу. 10 июля 1583 года состоялось рукоположение Маффио Веньера в епископа, которое совершил кардинал Иннико д’Авалос д’Арагона. Маффио Веньер не был ни разу на Корфу. Скоропостижно скончался в 1586 году на пути из Рима во Флоренцию.

## Творчество
Маффио Веньер был автором многочисленных эротических стихотворений на венецианском диалекте. Находился в поэтическом противостоянии с венецианской куртизанкой Вероникой Франко, чьё творчество высмеивал в своих сатирических произведениях.

## Другое
Маффио Веньер является одним из персонажей фильма «Честная куртизанка».